# Tour d'Autriche 2018
La 70e édition du Tour d'Autriche a lieu du 7 au 14 juillet 2018. La course fait partie du calendrier UCI Europe Tour 2018 en catégorie 2.1.

## Présentation

### Équipes
Vingt équipes participent à ce Tour d'Autriche - quatre WorldTeams, neuf équipes continentales professionnelles et sept équipes continentales :
| WorldTeams (4)- Astana - Bahrain-Merida - Dimension Data - EF Education First-Drapac p/b Cannondale Équipes continentales professionnelles (9)- Aqua Blue Sport - Bardiani CSF - CCC Sprandi Polkowice - Delko-Marseille Provence-KTM - Gazprom-RusVelo - Israel Cycling Academy - Roompot-Nederlandse Loterij - Vérandas Willems-Crelan - Wanty-Groupe Gobert Équipes continentales (7)- Adria Mobil - Felbermayr Simplon Wels - Hrinkow Advarics Cycleang - My Bike-Stevens - Tirol Cycling Team - Vorarlberg-Santic - WSA-Pushbikers |
| |

## Étapes
| Étape     | Date      | Villes étapes                          | type                      | Distance (km) | Vainqueur d'étape | Leader du classement général |
| --------- | --------- | -------------------------------------- | ------------------------- | ------------- | ----------------- | ---------------------------- |
| 1re étape | 7 juill.  | Feldkirch – Feldkirch                  | étape vallonnée           | 152,8         | Matej Mohorič     | Matej Mohorič                |
| 2e étape  | 8 juill.  | Feldkirch – Fulpmes                    | étape de moyenne montagne | 181,5         | Giovanni Visconti | Giovanni Visconti            |
| 3e étape  | 9 juill.  | Kufstein – Kitzbüheler Horn            | étape de montagne         | 133,6         | Ben Hermans       | Ben Hermans                  |
| 4e étape  | 10 juill. | Kitzbühel – Prägraten am Großvenediger | étape de moyenne montagne | 143           | Giovanni Visconti | Ben Hermans                  |
| 5e étape  | 11 juill. | Matrei in Osttirol – Grossglockner     | étape de montagne         | 92,9          | Pieter Weening    | Ben Hermans                  |
| 6e étape  | 12 juill. | Knittelfeld – Wenigzell                | étape de moyenne montagne | 167,4         | Alexey Lutsenko   | Ben Hermans                  |
| 7e étape  | 13 juill. | Waidhofen an der Ybbs – Sonntagberg    | étape de moyenne montagne | 129,3         | Antonio Nibali    | Ben Hermans                  |
| 8e étape  | 14 juill. | Scheibbs – Wels                        | étape vallonnée           | 163,2         | Giovanni Visconti | Ben Hermans                  |

## Déroulement de la course

### 1reétape
| \| Classement de l'étape \| Classement de l'étape \| Classement de l'étape \| Classement de l'étape \| Classement de l'étape \| \| Coureur \| Coureur \| Pays \| Équipe \| Temps \| \| --------------------- \| --------------------- \| --------------------- \| --------------------------- \| --------------------- \| \| 1er \| Matej Mohorič \| Slovénie \| Bahrain-Merida \| 3 h 26 min 02 s \| \| 2e \| Giovanni Visconti \| Italie \| Bahrain-Merida \| + 0 s \| \| 3e \| Huub Duyn \| Pays-Bas \| Verandas Willems-Crelan \| + 0 s \| \| 4e \| Floris Gerts \| Pays-Bas \| Roompot-Nederlandse Loterij \| + 0 s \| \| 5e \| Odd Christian Eiking \| Norvège \| Wanty-Groupe Gobert \| + 0 s \| \| 6e \| Mark Padun \| Ukraine \| Bahrain-Merida \| + 0 s \| \| 7e \| Frederik Backaert \| Belgique \| Wanty-Groupe Gobert \| + 0 s \| \| 8e \| Mark Christian \| Royaume-Uni \| Aqua Blue Sport \| + 0 s \| \| 9e \| Roland Thalmann \| Suisse \| Team Vorarlberg-Santic \| + 0 s \| \| 10e \| Georg Zimmermann \| Allemagne \| Tirol Cycling Team \| + 0 s \| |                      |             |                             |                 |
| |                      |             |                             |                 |
| Source : ProCyclingStats |                      |             |                             |                 |
| Classement de l'étape |                      |             |                             |                 |
| Coureur | Coureur              | Pays        | Équipe                      | Temps           |
| 1er | Matej Mohorič        | Slovénie    | Bahrain-Merida              | 3 h 26 min 02 s |
| 2e | Giovanni Visconti    | Italie      | Bahrain-Merida              | + 0 s           |
| 3e | Huub Duyn            | Pays-Bas    | Verandas Willems-Crelan     | + 0 s           |
| 4e | Floris Gerts         | Pays-Bas    | Roompot-Nederlandse Loterij | + 0 s           |
| 5e | Odd Christian Eiking | Norvège     | Wanty-Groupe Gobert         | + 0 s           |
| 6e | Mark Padun           | Ukraine     | Bahrain-Merida              | + 0 s           |
| 7e | Frederik Backaert    | Belgique    | Wanty-Groupe Gobert         | + 0 s           |
| 8e | Mark Christian       | Royaume-Uni | Aqua Blue Sport             | + 0 s           |
| 9e | Roland Thalmann      | Suisse      | Team Vorarlberg-Santic      | + 0 s           |
| 10e | Georg Zimmermann     | Allemagne   | Tirol Cycling Team          | + 0 s           |

| \| Classement général \| Classement général \| Classement général \| Classement général \| Classement général \| \| Coureur \| Coureur \| Pays \| Équipe \| Temps \| \| ------------------ \| -------------------- \| ------------------ \| --------------------------- \| ------------------ \| \| 1er \| Matej Mohorič \| Slovénie \| Bahrain-Merida \| 3 h 25 min 52 s \| \| 2e \| Giovanni Visconti \| Italie \| Bahrain-Merida \| + 4 s \| \| 3e \| Mark Christian \| Royaume-Uni \| Aqua Blue Sport \| + 5 s \| \| 4e \| Ben Hermans \| Belgique \| Israel Cycling Academy \| + 5 s \| \| 5e \| Huub Duyn \| Pays-Bas \| Verandas Willems-Crelan \| + 6 s \| \| 6e \| Floris Gerts \| Pays-Bas \| Roompot-Nederlandse Loterij \| + 10 s \| \| 7e \| Odd Christian Eiking \| Norvège \| Wanty-Groupe Gobert \| + 10 s \| \| 8e \| Mark Padun \| Ukraine \| Bahrain-Merida \| + 10 s \| \| 9e \| Frederik Backaert \| Belgique \| Wanty-Groupe Gobert \| + 10 s \| \| 10e \| Roland Thalmann \| Suisse \| Team Vorarlberg-Santic \| + 10 s \| |                      |             |                             |                 |
| |                      |             |                             |                 |
| Source : ProCyclingStats |                      |             |                             |                 |
| Classement général |                      |             |                             |                 |
| Coureur | Coureur              | Pays        | Équipe                      | Temps           |
| 1er | Matej Mohorič        | Slovénie    | Bahrain-Merida              | 3 h 25 min 52 s |
| 2e | Giovanni Visconti    | Italie      | Bahrain-Merida              | + 4 s           |
| 3e | Mark Christian       | Royaume-Uni | Aqua Blue Sport             | + 5 s           |
| 4e | Ben Hermans          | Belgique    | Israel Cycling Academy      | + 5 s           |
| 5e | Huub Duyn            | Pays-Bas    | Verandas Willems-Crelan     | + 6 s           |
| 6e | Floris Gerts         | Pays-Bas    | Roompot-Nederlandse Loterij | + 10 s          |
| 7e | Odd Christian Eiking | Norvège     | Wanty-Groupe Gobert         | + 10 s          |
| 8e | Mark Padun           | Ukraine     | Bahrain-Merida              | + 10 s          |
| 9e | Frederik Backaert    | Belgique    | Wanty-Groupe Gobert         | + 10 s          |
| 10e | Roland Thalmann      | Suisse      | Team Vorarlberg-Santic      | + 10 s          |

### 2eétape
| \| Classement de l'étape \| Classement de l'étape \| Classement de l'étape \| Classement de l'étape \| Classement de l'étape \| \| Coureur \| Coureur \| Pays \| Équipe \| Temps \| \| --------------------- \| --------------------- \| --------------------- \| --------------------------- \| --------------------- \| \| 1er \| Giovanni Visconti \| Italie \| Bahrain-Merida \| 4 h 30 min 32 s \| \| 2e \| Michel Kreder \| Pays-Bas \| Aqua Blue Sport \| + 0 s \| \| 3e \| Huub Duyn \| Pays-Bas \| Verandas Willems-Crelan \| + 0 s \| \| 4e \| Odd Christian Eiking \| Norvège \| Wanty-Groupe Gobert \| + 0 s \| \| 5e \| Alexey Lutsenko \| Kazakhstan \| Astana \| + 3 s \| \| 6e \| Frederik Backaert \| Belgique \| Wanty-Groupe Gobert \| + 3 s \| \| 7e \| Žiga Grošelj \| Slovénie \| Adria Mobil \| + 3 s \| \| 8e \| Riccardo Zoidl \| Autriche \| Felbermayr Simplon Wels \| + 3 s \| \| 9e \| Nick van der Lijke \| Pays-Bas \| Roompot-Nederlandse Loterij \| + 3 s \| \| 10e \| Pieter Weening \| Pays-Bas \| Roompot-Nederlandse Loterij \| + 3 s \| |                      |            |                             |                 |
| |                      |            |                             |                 |
| Source : ProCyclingStats |                      |            |                             |                 |
| Classement de l'étape |                      |            |                             |                 |
| Coureur | Coureur              | Pays       | Équipe                      | Temps           |
| 1er | Giovanni Visconti    | Italie     | Bahrain-Merida              | 4 h 30 min 32 s |
| 2e | Michel Kreder        | Pays-Bas   | Aqua Blue Sport             | + 0 s           |
| 3e | Huub Duyn            | Pays-Bas   | Verandas Willems-Crelan     | + 0 s           |
| 4e | Odd Christian Eiking | Norvège    | Wanty-Groupe Gobert         | + 0 s           |
| 5e | Alexey Lutsenko      | Kazakhstan | Astana                      | + 3 s           |
| 6e | Frederik Backaert    | Belgique   | Wanty-Groupe Gobert         | + 3 s           |
| 7e | Žiga Grošelj         | Slovénie   | Adria Mobil                 | + 3 s           |
| 8e | Riccardo Zoidl       | Autriche   | Felbermayr Simplon Wels     | + 3 s           |
| 9e | Nick van der Lijke   | Pays-Bas   | Roompot-Nederlandse Loterij | + 3 s           |
| 10e | Pieter Weening       | Pays-Bas   | Roompot-Nederlandse Loterij | + 3 s           |

| \| Classement général \| Classement général \| Classement général \| Classement général \| Classement général \| \| Coureur \| Coureur \| Pays \| Équipe \| Temps \| \| ------------------ \| -------------------- \| ------------------ \| --------------------------- \| ------------------ \| \| 1er \| Giovanni Visconti \| Italie \| Bahrain-Merida \| 7 h 56 min 18 s \| \| 2e \| Huub Duyn \| Pays-Bas \| Verandas Willems-Crelan \| + 8 s \| \| 3e \| Matej Mohorič \| Slovénie \| Bahrain-Merida \| + 9 s \| \| 4e \| Michel Kreder \| Pays-Bas \| Aqua Blue Sport \| + 10 s \| \| 5e \| Ben Hermans \| Belgique \| Israel Cycling Academy \| + 14 s \| \| 6e \| Mark Christian \| Royaume-Uni \| Aqua Blue Sport \| + 14 s \| \| 7e \| Odd Christian Eiking \| Norvège \| Wanty-Groupe Gobert \| + 16 s \| \| 8e \| Frederik Backaert \| Belgique \| Wanty-Groupe Gobert \| + 19 s \| \| 9e \| Georg Zimmermann \| Allemagne \| Tirol Cycling Team \| + 19 s \| \| 10e \| Floris Gerts \| Pays-Bas \| Roompot-Nederlandse Loterij \| + 19 s \| |                      |             |                             |                 |
| |                      |             |                             |                 |
| Source : ProCyclingStats |                      |             |                             |                 |
| Classement général |                      |             |                             |                 |
| Coureur | Coureur              | Pays        | Équipe                      | Temps           |
| 1er | Giovanni Visconti    | Italie      | Bahrain-Merida              | 7 h 56 min 18 s |
| 2e | Huub Duyn            | Pays-Bas    | Verandas Willems-Crelan     | + 8 s           |
| 3e | Matej Mohorič        | Slovénie    | Bahrain-Merida              | + 9 s           |
| 4e | Michel Kreder        | Pays-Bas    | Aqua Blue Sport             | + 10 s          |
| 5e | Ben Hermans          | Belgique    | Israel Cycling Academy      | + 14 s          |
| 6e | Mark Christian       | Royaume-Uni | Aqua Blue Sport             | + 14 s          |
| 7e | Odd Christian Eiking | Norvège     | Wanty-Groupe Gobert         | + 16 s          |
| 8e | Frederik Backaert    | Belgique    | Wanty-Groupe Gobert         | + 19 s          |
| 9e | Georg Zimmermann     | Allemagne   | Tirol Cycling Team          | + 19 s          |
| 10e | Floris Gerts         | Pays-Bas    | Roompot-Nederlandse Loterij | + 19 s          |

### 3eétape
| \| Classement de l'étape \| Classement de l'étape \| Classement de l'étape \| Classement de l'étape \| Classement de l'étape \| \| Coureur \| Coureur \| Pays \| Équipe \| Temps \| \| --------------------- \| --------------------- \| --------------------- \| ---------------------------- \| --------------------- \| \| 1er \| Ben Hermans \| Belgique \| Israel Cycling Academy \| 3 h 30 min 11 s \| \| 2e \| Hermann Pernsteiner \| Autriche \| Bahrain-Merida \| + 9 s \| \| 3e \| Dario Cataldo \| Italie \| Astana \| + 15 s \| \| 4e \| Matteo Badilatti \| Suisse \| Team Vorarlberg-Santic \| + 25 s \| \| 5e \| Patrick Schelling \| Suisse \| Team Vorarlberg-Santic \| + 25 s \| \| 6e \| Mark Padun \| Ukraine \| Bahrain-Merida \| + 35 s \| \| 7e \| Mark Christian \| Royaume-Uni \| Aqua Blue Sport \| + 37 s \| \| 8e \| Javier Moreno \| Espagne \| Delko-Marseille Provence-KTM \| + 43 s \| \| 9e \| Andrey Zeits \| Kazakhstan \| Astana \| + 45 s \| \| 10e \| Giovanni Carboni \| Italie \| Bardiani CSF \| + 50 s \| |                     |             |                              |                 |
| |                     |             |                              |                 |
| Source : ProCyclingStats |                     |             |                              |                 |
| Classement de l'étape |                     |             |                              |                 |
| Coureur | Coureur             | Pays        | Équipe                       | Temps           |
| 1er | Ben Hermans         | Belgique    | Israel Cycling Academy       | 3 h 30 min 11 s |
| 2e | Hermann Pernsteiner | Autriche    | Bahrain-Merida               | + 9 s           |
| 3e | Dario Cataldo       | Italie      | Astana                       | + 15 s          |
| 4e | Matteo Badilatti    | Suisse      | Team Vorarlberg-Santic       | + 25 s          |
| 5e | Patrick Schelling   | Suisse      | Team Vorarlberg-Santic       | + 25 s          |
| 6e | Mark Padun          | Ukraine     | Bahrain-Merida               | + 35 s          |
| 7e | Mark Christian      | Royaume-Uni | Aqua Blue Sport              | + 37 s          |
| 8e | Javier Moreno       | Espagne     | Delko-Marseille Provence-KTM | + 43 s          |
| 9e | Andrey Zeits        | Kazakhstan  | Astana                       | + 45 s          |
| 10e | Giovanni Carboni    | Italie      | Bardiani CSF                 | + 50 s          |

| \| Classement général \| Classement général \| Classement général \| Classement général \| Classement général \| \| Coureur \| Coureur \| Pays \| Équipe \| Temps \| \| ------------------ \| ------------------- \| ------------------ \| ---------------------------- \| ------------------ \| \| 1er \| Ben Hermans \| Belgique \| Israel Cycling Academy \| 11 h 26 min 33 s \| \| 2e \| Hermann Pernsteiner \| Autriche \| Bahrain-Merida \| + 18 s \| \| 3e \| Dario Cataldo \| Italie \| Astana \| + 26 s \| \| 4e \| Patrick Schelling \| Suisse \| Team Vorarlberg-Santic \| + 40 s \| \| 5e \| Matteo Badilatti \| Suisse \| Team Vorarlberg-Santic \| + 40 s \| \| 6e \| Mark Christian \| Royaume-Uni \| Aqua Blue Sport \| + 47 s \| \| 7e \| Mark Padun \| Ukraine \| Bahrain-Merida \| + 50 s \| \| 8e \| Javier Moreno \| Espagne \| Delko-Marseille Provence-KTM \| + 58 s \| \| 9e \| Andrey Zeits \| Kazakhstan \| Astana \| + 1 min 00 s \| \| 10e \| Giovanni Carboni \| Italie \| Bardiani CSF \| + 1 min 05 s \| |                     |             |                              |                  |
| |                     |             |                              |                  |
| Source : ProCyclingStats |                     |             |                              |                  |
| Classement général |                     |             |                              |                  |
| Coureur | Coureur             | Pays        | Équipe                       | Temps            |
| 1er | Ben Hermans         | Belgique    | Israel Cycling Academy       | 11 h 26 min 33 s |
| 2e | Hermann Pernsteiner | Autriche    | Bahrain-Merida               | + 18 s           |
| 3e | Dario Cataldo       | Italie      | Astana                       | + 26 s           |
| 4e | Patrick Schelling   | Suisse      | Team Vorarlberg-Santic       | + 40 s           |
| 5e | Matteo Badilatti    | Suisse      | Team Vorarlberg-Santic       | + 40 s           |
| 6e | Mark Christian      | Royaume-Uni | Aqua Blue Sport              | + 47 s           |
| 7e | Mark Padun          | Ukraine     | Bahrain-Merida               | + 50 s           |
| 8e | Javier Moreno       | Espagne     | Delko-Marseille Provence-KTM | + 58 s           |
| 9e | Andrey Zeits        | Kazakhstan  | Astana                       | + 1 min 00 s     |
| 10e | Giovanni Carboni    | Italie      | Bardiani CSF                 | + 1 min 05 s     |

### 4eétape
| \| Classement de l'étape \| Classement de l'étape \| Classement de l'étape \| Classement de l'étape \| Classement de l'étape \| \| Coureur \| Coureur \| Pays \| Équipe \| Temps \| \| --------------------- \| --------------------- \| --------------------- \| --------------------------- \| --------------------- \| \| 1er \| Giovanni Visconti \| Italie \| Bahrain-Merida \| 3 h 14 min 28 s \| \| 2e \| Wout van Aert \| Belgique \| Verandas Willems-Crelan \| + 0 s \| \| 3e \| Michael Bresciani \| Italie \| Bardiani CSF \| + 0 s \| \| 4e \| Mark Padun \| Ukraine \| Bahrain-Merida \| + 0 s \| \| 5e \| Nick van der Lijke \| Pays-Bas \| Roompot-Nederlandse Loterij \| + 0 s \| \| 6e \| Dario Cataldo \| Italie \| Astana \| + 0 s \| \| 7e \| Alexey Lutsenko \| Kazakhstan \| Astana \| + 0 s \| \| 8e \| Michel Kreder \| Pays-Bas \| Aqua Blue Sport \| + 0 s \| \| 9e \| Floris Gerts \| Pays-Bas \| Roompot-Nederlandse Loterij \| + 0 s \| \| 10e \| Daniel Geismayr \| Autriche \| Team Vorarlberg-Santic \| + 0 s \| |                    |            |                             |                 |
| |                    |            |                             |                 |
| Source : ProCyclingStats |                    |            |                             |                 |
| Classement de l'étape |                    |            |                             |                 |
| Coureur | Coureur            | Pays       | Équipe                      | Temps           |
| 1er | Giovanni Visconti  | Italie     | Bahrain-Merida              | 3 h 14 min 28 s |
| 2e | Wout van Aert      | Belgique   | Verandas Willems-Crelan     | + 0 s           |
| 3e | Michael Bresciani  | Italie     | Bardiani CSF                | + 0 s           |
| 4e | Mark Padun         | Ukraine    | Bahrain-Merida              | + 0 s           |
| 5e | Nick van der Lijke | Pays-Bas   | Roompot-Nederlandse Loterij | + 0 s           |
| 6e | Dario Cataldo      | Italie     | Astana                      | + 0 s           |
| 7e | Alexey Lutsenko    | Kazakhstan | Astana                      | + 0 s           |
| 8e | Michel Kreder      | Pays-Bas   | Aqua Blue Sport             | + 0 s           |
| 9e | Floris Gerts       | Pays-Bas   | Roompot-Nederlandse Loterij | + 0 s           |
| 10e | Daniel Geismayr    | Autriche   | Team Vorarlberg-Santic      | + 0 s           |

| \| Classement général \| Classement général \| Classement général \| Classement général \| Classement général \| \| Coureur \| Coureur \| Pays \| Équipe \| Temps \| \| ------------------ \| ------------------- \| ------------------ \| ---------------------------- \| ------------------ \| \| 1er \| Ben Hermans \| Belgique \| Israel Cycling Academy \| 14 h 41 min 01 s \| \| 2e \| Hermann Pernsteiner \| Autriche \| Bahrain-Merida \| + 18 s \| \| 3e \| Dario Cataldo \| Italie \| Astana \| + 26 s \| \| 4e \| Patrick Schelling \| Suisse \| Team Vorarlberg-Santic \| + 40 s \| \| 5e \| Matteo Badilatti \| Suisse \| Team Vorarlberg-Santic \| + 40 s \| \| 6e \| Mark Christian \| Royaume-Uni \| Aqua Blue Sport \| + 47 s \| \| 7e \| Mark Padun \| Ukraine \| Bahrain-Merida \| + 50 s \| \| 8e \| Javier Moreno \| Espagne \| Delko-Marseille Provence-KTM \| + 58 s \| \| 9e \| Andrey Zeits \| Kazakhstan \| Astana \| + 1 min 00 s \| \| 10e \| Giovanni Carboni \| Italie \| Bardiani CSF \| + 1 min 05 s \| |                     |             |                              |                  |
| |                     |             |                              |                  |
| Source : ProCyclingStats |                     |             |                              |                  |
| Classement général |                     |             |                              |                  |
| Coureur | Coureur             | Pays        | Équipe                       | Temps            |
| 1er | Ben Hermans         | Belgique    | Israel Cycling Academy       | 14 h 41 min 01 s |
| 2e | Hermann Pernsteiner | Autriche    | Bahrain-Merida               | + 18 s           |
| 3e | Dario Cataldo       | Italie      | Astana                       | + 26 s           |
| 4e | Patrick Schelling   | Suisse      | Team Vorarlberg-Santic       | + 40 s           |
| 5e | Matteo Badilatti    | Suisse      | Team Vorarlberg-Santic       | + 40 s           |
| 6e | Mark Christian      | Royaume-Uni | Aqua Blue Sport              | + 47 s           |
| 7e | Mark Padun          | Ukraine     | Bahrain-Merida               | + 50 s           |
| 8e | Javier Moreno       | Espagne     | Delko-Marseille Provence-KTM | + 58 s           |
| 9e | Andrey Zeits        | Kazakhstan  | Astana                       | + 1 min 00 s     |
| 10e | Giovanni Carboni    | Italie      | Bardiani CSF                 | + 1 min 05 s     |

### 5eétape
| \| Classement de l'étape \| Classement de l'étape \| Classement de l'étape \| Classement de l'étape \| Classement de l'étape \| \| Coureur \| Coureur \| Pays \| Équipe \| Temps \| \| --------------------- \| --------------------- \| --------------------- \| ---------------------------- \| --------------------- \| \| 1er \| Pieter Weening \| Pays-Bas \| Roompot-Nederlandse Loterij \| 3 h 14 min 28 s \| \| 2e \| Alexander Foliforov \| Russie \| Gazprom-RusVelo \| + 0 s \| \| 3e \| Simone Sterbini \| Italie \| Bardiani CSF \| + 0 s \| \| 4e \| Antonio Nibali \| Italie \| Bahrain-Merida \| + 0 s \| \| 5e \| Javier Moreno \| Espagne \| Delko-Marseille Provence-KTM \| + 0 s \| \| 6e \| Riccardo Zoidl \| Autriche \| Felbermayr Simplon Wels \| + 0 s \| \| 7e \| Ben Hermans \| Belgique \| Israel Cycling Academy \| + 0 s \| \| 8e \| Hermann Pernsteiner \| Autriche \| Bahrain-Merida \| + 0 s \| \| 9e \| Mark Padun \| Ukraine \| Bahrain-Merida \| + 0 s \| \| 10e \| Patrick Schelling \| Suisse \| Team Vorarlberg-Santic \| + 0 s \| |                     |          |                              |                 |
| |                     |          |                              |                 |
| Source : ProCyclingStats |                     |          |                              |                 |
| Classement de l'étape |                     |          |                              |                 |
| Coureur | Coureur             | Pays     | Équipe                       | Temps           |
| 1er | Pieter Weening      | Pays-Bas | Roompot-Nederlandse Loterij  | 3 h 14 min 28 s |
| 2e | Alexander Foliforov | Russie   | Gazprom-RusVelo              | + 0 s           |
| 3e | Simone Sterbini     | Italie   | Bardiani CSF                 | + 0 s           |
| 4e | Antonio Nibali      | Italie   | Bahrain-Merida               | + 0 s           |
| 5e | Javier Moreno       | Espagne  | Delko-Marseille Provence-KTM | + 0 s           |
| 6e | Riccardo Zoidl      | Autriche | Felbermayr Simplon Wels      | + 0 s           |
| 7e | Ben Hermans         | Belgique | Israel Cycling Academy       | + 0 s           |
| 8e | Hermann Pernsteiner | Autriche | Bahrain-Merida               | + 0 s           |
| 9e | Mark Padun          | Ukraine  | Bahrain-Merida               | + 0 s           |
| 10e | Patrick Schelling   | Suisse   | Team Vorarlberg-Santic       | + 0 s           |

| \| Classement général \| Classement général \| Classement général \| Classement général \| Classement général \| \| Coureur \| Coureur \| Pays \| Équipe \| Temps \| \| ------------------ \| ------------------- \| ------------------ \| ---------------------------- \| ------------------ \| \| 1er \| Ben Hermans \| Belgique \| Israel Cycling Academy \| 17 h 33 min 13 s \| \| 2e \| Hermann Pernsteiner \| Autriche \| Bahrain-Merida \| + 18 s \| \| 3e \| Dario Cataldo \| Italie \| Astana \| + 48 s \| \| 4e \| Patrick Schelling \| Suisse \| Team Vorarlberg-Santic \| + 53 s \| \| 5e \| Javier Moreno \| Espagne \| Delko-Marseille Provence-KTM \| + 54 s \| \| 6e \| Mark Padun \| Ukraine \| Bahrain-Merida \| + 1 min 01 s \| \| 7e \| Riccardo Zoidl \| Autriche \| Felbermayr Simplon Wels \| + 1 min 14 s \| \| 8e \| Giovanni Carboni \| Italie \| Bardiani CSF \| + 1 min 45 s \| \| 9e \| Ildar Arslanov \| Russie \| Gazprom-RusVelo \| + 1 min 49 s \| \| 10e \| Matteo Badilatti \| Suisse \| Team Vorarlberg-Santic \| + 2 min 02 s \| |                     |          |                              |                  |
| |                     |          |                              |                  |
| Source : ProCyclingStats |                     |          |                              |                  |
| Classement général |                     |          |                              |                  |
| Coureur | Coureur             | Pays     | Équipe                       | Temps            |
| 1er | Ben Hermans         | Belgique | Israel Cycling Academy       | 17 h 33 min 13 s |
| 2e | Hermann Pernsteiner | Autriche | Bahrain-Merida               | + 18 s           |
| 3e | Dario Cataldo       | Italie   | Astana                       | + 48 s           |
| 4e | Patrick Schelling   | Suisse   | Team Vorarlberg-Santic       | + 53 s           |
| 5e | Javier Moreno       | Espagne  | Delko-Marseille Provence-KTM | + 54 s           |
| 6e | Mark Padun          | Ukraine  | Bahrain-Merida               | + 1 min 01 s     |
| 7e | Riccardo Zoidl      | Autriche | Felbermayr Simplon Wels      | + 1 min 14 s     |
| 8e | Giovanni Carboni    | Italie   | Bardiani CSF                 | + 1 min 45 s     |
| 9e | Ildar Arslanov      | Russie   | Gazprom-RusVelo              | + 1 min 49 s     |
| 10e | Matteo Badilatti    | Suisse   | Team Vorarlberg-Santic       | + 2 min 02 s     |

### 6eétape
| \| Classement de l'étape \| Classement de l'étape \| Classement de l'étape \| Classement de l'étape \| Classement de l'étape \| \| Coureur \| Coureur \| Pays \| Équipe \| Temps \| \| --------------------- \| --------------------- \| --------------------- \| ---------------------------- \| --------------------- \| \| 1er \| Alexey Lutsenko \| Kazakhstan \| Astana \| 4 h 19 min 25 s \| \| 2e \| Matej Mohorič \| Slovénie \| Bahrain-Merida \| + 7 s \| \| 3e \| Odd Christian Eiking \| Norvège \| Wanty-Groupe Gobert \| + 50 s \| \| 4e \| Lachlan Morton \| Australie \| Dimension Data \| + 54 s \| \| 5e \| Simone Sterbini \| Italie \| Bardiani CSF \| + 59 s \| \| 6e \| Ángel Madrazo \| Espagne \| Delko-Marseille Provence-KTM \| + 1 min 03 s \| \| 7e \| Wout van Aert \| Belgique \| Verandas Willems-Crelan \| + 1 min 38 s \| \| 8e \| Riccardo Zoidl \| Autriche \| Felbermayr Simplon Wels \| + 2 min 12 s \| \| 9e \| Dario Cataldo \| Italie \| Astana \| + 2 min 14 s \| \| 10e \| Paweł Cieślik \| Pologne \| CCC Sprandi Polkowice \| + 2 min 14 s \| |                      |            |                              |                 |
| |                      |            |                              |                 |
| Source : ProCyclingStats |                      |            |                              |                 |
| Classement de l'étape |                      |            |                              |                 |
| Coureur | Coureur              | Pays       | Équipe                       | Temps           |
| 1er | Alexey Lutsenko      | Kazakhstan | Astana                       | 4 h 19 min 25 s |
| 2e | Matej Mohorič        | Slovénie   | Bahrain-Merida               | + 7 s           |
| 3e | Odd Christian Eiking | Norvège    | Wanty-Groupe Gobert          | + 50 s          |
| 4e | Lachlan Morton       | Australie  | Dimension Data               | + 54 s          |
| 5e | Simone Sterbini      | Italie     | Bardiani CSF                 | + 59 s          |
| 6e | Ángel Madrazo        | Espagne    | Delko-Marseille Provence-KTM | + 1 min 03 s    |
| 7e | Wout van Aert        | Belgique   | Verandas Willems-Crelan      | + 1 min 38 s    |
| 8e | Riccardo Zoidl       | Autriche   | Felbermayr Simplon Wels      | + 2 min 12 s    |
| 9e | Dario Cataldo        | Italie     | Astana                       | + 2 min 14 s    |
| 10e | Paweł Cieślik        | Pologne    | CCC Sprandi Polkowice        | + 2 min 14 s    |

| \| Classement général \| Classement général \| Classement général \| Classement général \| Classement général \| \| Coureur \| Coureur \| Pays \| Équipe \| Temps \| \| ------------------ \| ------------------- \| ------------------ \| ---------------------------- \| ------------------ \| \| 1er \| Ben Hermans \| Belgique \| Israel Cycling Academy \| 21 h 54 min 52 s \| \| 2e \| Hermann Pernsteiner \| Autriche \| Bahrain-Merida \| + 18 s \| \| 3e \| Dario Cataldo \| Italie \| Astana \| + 48 s \| \| 4e \| Patrick Schelling \| Suisse \| Team Vorarlberg-Santic \| + 53 s \| \| 5e \| Javier Moreno \| Espagne \| Delko-Marseille Provence-KTM \| + 54 s \| \| 6e \| Mark Padun \| Ukraine \| Bahrain-Merida \| + 1 min 01 s \| \| 7e \| Riccardo Zoidl \| Autriche \| Felbermayr Simplon Wels \| + 1 min 12 s \| \| 8e \| Ángel Madrazo \| Espagne \| Delko-Marseille Provence-KTM \| + 1 min 33 s \| \| 9e \| Giovanni Carboni \| Italie \| Bardiani CSF \| + 1 min 45 s \| \| 10e \| Ildar Arslanov \| Russie \| Gazprom-RusVelo \| + 1 min 49 s \| |                     |          |                              |                  |
| |                     |          |                              |                  |
| Source : ProCyclingStats |                     |          |                              |                  |
| Classement général |                     |          |                              |                  |
| Coureur | Coureur             | Pays     | Équipe                       | Temps            |
| 1er | Ben Hermans         | Belgique | Israel Cycling Academy       | 21 h 54 min 52 s |
| 2e | Hermann Pernsteiner | Autriche | Bahrain-Merida               | + 18 s           |
| 3e | Dario Cataldo       | Italie   | Astana                       | + 48 s           |
| 4e | Patrick Schelling   | Suisse   | Team Vorarlberg-Santic       | + 53 s           |
| 5e | Javier Moreno       | Espagne  | Delko-Marseille Provence-KTM | + 54 s           |
| 6e | Mark Padun          | Ukraine  | Bahrain-Merida               | + 1 min 01 s     |
| 7e | Riccardo Zoidl      | Autriche | Felbermayr Simplon Wels      | + 1 min 12 s     |
| 8e | Ángel Madrazo       | Espagne  | Delko-Marseille Provence-KTM | + 1 min 33 s     |
| 9e | Giovanni Carboni    | Italie   | Bardiani CSF                 | + 1 min 45 s     |
| 10e | Ildar Arslanov      | Russie   | Gazprom-RusVelo              | + 1 min 49 s     |

### 7eétape
| \| Classement de l'étape \| Classement de l'étape \| Classement de l'étape \| Classement de l'étape \| Classement de l'étape \| \| Coureur \| Coureur \| Pays \| Équipe \| Temps \| \| --------------------- \| --------------------- \| --------------------- \| ----------------------- \| --------------------- \| \| 1er \| Antonio Nibali \| Italie \| Bahrain-Merida \| 3 h 38 min 57 s \| \| 2e \| Paweł Cieślik \| Pologne \| CCC Sprandi Polkowice \| + 3 s \| \| 3e \| Artem Nych \| Russie \| Gazprom-RusVelo \| + 15 s \| \| 4e \| Matej Mohorič \| Slovénie \| Bahrain-Merida \| + 35 s \| \| 5e \| Dario Cataldo \| Italie \| Astana \| + 1 min 08 s \| \| 6e \| Ben Hermans \| Belgique \| Israel Cycling Academy \| + 1 min 12 s \| \| 7e \| Hermann Pernsteiner \| Autriche \| Bahrain-Merida \| + 1 min 12 s \| \| 8e \| Riccardo Zoidl \| Autriche \| Felbermayr Simplon Wels \| + 1 min 12 s \| \| 9e \| Louis Meintjes \| Afrique du Sud \| Dimension Data \| + 1 min 12 s \| \| 10e \| Patrick Schelling \| Suisse \| Team Vorarlberg-Santic \| + 1 min 20 s \| |                     |                |                         |                 |
| |                     |                |                         |                 |
| Source : ProCyclingStats |                     |                |                         |                 |
| Classement de l'étape |                     |                |                         |                 |
| Coureur | Coureur             | Pays           | Équipe                  | Temps           |
| 1er | Antonio Nibali      | Italie         | Bahrain-Merida          | 3 h 38 min 57 s |
| 2e | Paweł Cieślik       | Pologne        | CCC Sprandi Polkowice   | + 3 s           |
| 3e | Artem Nych          | Russie         | Gazprom-RusVelo         | + 15 s          |
| 4e | Matej Mohorič       | Slovénie       | Bahrain-Merida          | + 35 s          |
| 5e | Dario Cataldo       | Italie         | Astana                  | + 1 min 08 s    |
| 6e | Ben Hermans         | Belgique       | Israel Cycling Academy  | + 1 min 12 s    |
| 7e | Hermann Pernsteiner | Autriche       | Bahrain-Merida          | + 1 min 12 s    |
| 8e | Riccardo Zoidl      | Autriche       | Felbermayr Simplon Wels | + 1 min 12 s    |
| 9e | Louis Meintjes      | Afrique du Sud | Dimension Data          | + 1 min 12 s    |
| 10e | Patrick Schelling   | Suisse         | Team Vorarlberg-Santic  | + 1 min 20 s    |

| \| Classement général \| Classement général \| Classement général \| Classement général \| Classement général \| \| Coureur \| Coureur \| Pays \| Équipe \| Temps \| \| ------------------ \| ------------------- \| ------------------ \| ---------------------------- \| ------------------ \| \| 1er \| Ben Hermans \| Belgique \| Israel Cycling Academy \| 25 h 35 min 01 s \| \| 2e \| Hermann Pernsteiner \| Autriche \| Bahrain-Merida \| + 18 s \| \| 3e \| Dario Cataldo \| Italie \| Astana \| + 44 s \| \| 4e \| Patrick Schelling \| Suisse \| Team Vorarlberg-Santic \| + 1 min 01 s \| \| 5e \| Riccardo Zoidl \| Autriche \| Felbermayr Simplon Wels \| + 1 min 12 s \| \| 6e \| Javier Moreno \| Espagne \| Delko-Marseille Provence-KTM \| + 1 min 21 s \| \| 7e \| Ángel Madrazo \| Espagne \| Delko-Marseille Provence-KTM \| + 1 min 41 s \| \| 8e \| Giovanni Carboni \| Italie \| Bardiani CSF \| + 1 min 58 s \| \| 9e \| Matteo Badilatti \| Suisse \| Team Vorarlberg-Santic \| + 2 min 13 s \| \| 10e \| Artem Nych \| Russie \| Gazprom-RusVelo \| + 2 min 18 s \| |                     |          |                              |                  |
| |                     |          |                              |                  |
| Source : ProCyclingStats |                     |          |                              |                  |
| Classement général |                     |          |                              |                  |
| Coureur | Coureur             | Pays     | Équipe                       | Temps            |
| 1er | Ben Hermans         | Belgique | Israel Cycling Academy       | 25 h 35 min 01 s |
| 2e | Hermann Pernsteiner | Autriche | Bahrain-Merida               | + 18 s           |
| 3e | Dario Cataldo       | Italie   | Astana                       | + 44 s           |
| 4e | Patrick Schelling   | Suisse   | Team Vorarlberg-Santic       | + 1 min 01 s     |
| 5e | Riccardo Zoidl      | Autriche | Felbermayr Simplon Wels      | + 1 min 12 s     |
| 6e | Javier Moreno       | Espagne  | Delko-Marseille Provence-KTM | + 1 min 21 s     |
| 7e | Ángel Madrazo       | Espagne  | Delko-Marseille Provence-KTM | + 1 min 41 s     |
| 8e | Giovanni Carboni    | Italie   | Bardiani CSF                 | + 1 min 58 s     |
| 9e | Matteo Badilatti    | Suisse   | Team Vorarlberg-Santic       | + 2 min 13 s     |
| 10e | Artem Nych          | Russie   | Gazprom-RusVelo              | + 2 min 18 s     |

### 8eétape
| \| Classement de l'étape \| Classement de l'étape \| Classement de l'étape \| Classement de l'étape \| Classement de l'étape \| \| Coureur \| Coureur \| Pays \| Équipe \| Temps \| \| --------------------- \| --------------------- \| --------------------- \| ---------------------------- \| --------------------- \| \| 1er \| Giovanni Visconti \| Italie \| Bahrain-Merida \| 3 h 36 min 01 s \| \| 2e \| Alexey Lutsenko \| Kazakhstan \| Astana \| + 0 s \| \| 3e \| Nick van der Lijke \| Pays-Bas \| Roompot-Nederlandse Loterij \| + 0 s \| \| 4e \| Nikolay Mihaylov \| Bulgarie \| Delko-Marseille Provence-KTM \| + 0 s \| \| 5e \| Lachlan Morton \| Australie \| Dimension Data \| + 0 s \| \| 6e \| Wout van Aert \| Belgique \| Verandas Willems-Crelan \| + 49 s \| \| 7e \| Marco Maronese \| Italie \| Bardiani CSF \| + 49 s \| \| 8e \| Yevgeniy Gidich \| Kazakhstan \| Astana \| + 49 s \| \| 9e \| Manuel Porzner \| Allemagne \| Tirol Cycling Team \| + 49 s \| \| 10e \| Shane Archbold \| Nouvelle-Zélande \| Aqua Blue Sport \| + 49 s \| |                    |                  |                              |                 |
| |                    |                  |                              |                 |
| Source : ProCyclingStats |                    |                  |                              |                 |
| Classement de l'étape |                    |                  |                              |                 |
| Coureur | Coureur            | Pays             | Équipe                       | Temps           |
| 1er | Giovanni Visconti  | Italie           | Bahrain-Merida               | 3 h 36 min 01 s |
| 2e | Alexey Lutsenko    | Kazakhstan       | Astana                       | + 0 s           |
| 3e | Nick van der Lijke | Pays-Bas         | Roompot-Nederlandse Loterij  | + 0 s           |
| 4e | Nikolay Mihaylov   | Bulgarie         | Delko-Marseille Provence-KTM | + 0 s           |
| 5e | Lachlan Morton     | Australie        | Dimension Data               | + 0 s           |
| 6e | Wout van Aert      | Belgique         | Verandas Willems-Crelan      | + 49 s          |
| 7e | Marco Maronese     | Italie           | Bardiani CSF                 | + 49 s          |
| 8e | Yevgeniy Gidich    | Kazakhstan       | Astana                       | + 49 s          |
| 9e | Manuel Porzner     | Allemagne        | Tirol Cycling Team           | + 49 s          |
| 10e | Shane Archbold     | Nouvelle-Zélande | Aqua Blue Sport              | + 49 s          |

## Classements finals

### Classement général final
| \| Classement général \| Classement général \| Classement général \| Classement général \| Classement général \| \| Coureur \| Coureur \| Pays \| Équipe \| Temps \| \| ------------------ \| ------------------- \| ------------------ \| ---------------------------- \| ------------------ \| \| 1er \| Ben Hermans \| Belgique \| Israel Cycling Academy \| 29 h 11 min 51 s \| \| 2e \| Hermann Pernsteiner \| Autriche \| Bahrain-Merida \| + 18 s \| \| 3e \| Dario Cataldo \| Italie \| Astana \| + 44 s \| \| 4e \| Patrick Schelling \| Suisse \| Team Vorarlberg-Santic \| + 1 min 01 s \| \| 5e \| Riccardo Zoidl \| Autriche \| Felbermayr Simplon Wels \| + 1 min 12 s \| \| 6e \| Javier Moreno \| Espagne \| Delko-Marseille Provence-KTM \| + 1 min 21 s \| \| 7e \| Ángel Madrazo \| Espagne \| Delko-Marseille Provence-KTM \| + 1 min 41 s \| \| 8e \| Giovanni Carboni \| Italie \| Bardiani CSF \| + 1 min 58 s \| \| 9e \| Matteo Badilatti \| Suisse \| Team Vorarlberg-Santic \| + 2 min 13 s \| \| 10e \| Artem Nych \| Russie \| Gazprom-RusVelo \| + 2 min 18 s \| |                     |          |                              |                  |
| |                     |          |                              |                  |
| Source : ProCyclingStats |                     |          |                              |                  |
| Classement général |                     |          |                              |                  |
| Coureur | Coureur             | Pays     | Équipe                       | Temps            |
| 1er | Ben Hermans         | Belgique | Israel Cycling Academy       | 29 h 11 min 51 s |
| 2e | Hermann Pernsteiner | Autriche | Bahrain-Merida               | + 18 s           |
| 3e | Dario Cataldo       | Italie   | Astana                       | + 44 s           |
| 4e | Patrick Schelling   | Suisse   | Team Vorarlberg-Santic       | + 1 min 01 s     |
| 5e | Riccardo Zoidl      | Autriche | Felbermayr Simplon Wels      | + 1 min 12 s     |
| 6e | Javier Moreno       | Espagne  | Delko-Marseille Provence-KTM | + 1 min 21 s     |
| 7e | Ángel Madrazo       | Espagne  | Delko-Marseille Provence-KTM | + 1 min 41 s     |
| 8e | Giovanni Carboni    | Italie   | Bardiani CSF                 | + 1 min 58 s     |
| 9e | Matteo Badilatti    | Suisse   | Team Vorarlberg-Santic       | + 2 min 13 s     |
| 10e | Artem Nych          | Russie   | Gazprom-RusVelo              | + 2 min 18 s     |

### Classements annexes
| Classement par points | Classement par points | Classement par points | Classement par points       | Classement par points |
| Coureur               | Coureur               | Pays                  | Équipe                      | Points                |
| --------------------- | --------------------- | --------------------- | --------------------------- | --------------------- |
| 1er                   | Giovanni Visconti     | Italie                | Bahrain-Merida              | 68 pts                |
| 2e                    | Matej Mohorič         | Slovénie              | Bahrain-Merida              | 65 pts                |
| 3e                    | Alexey Lutsenko       | Kazakhstan            | Astana                      | 47 pts                |
| 4e                    | Ben Hermans           | Belgique              | Israel Cycling Academy      | 26 pts                |
| 5e                    | Dario Cataldo         | Italie                | Astana                      | 26 pts                |
| 6e                    | Nick van der Lijke    | Pays-Bas              | Roompot-Nederlandse Loterij | 25 pts                |
| 7e                    | Odd Christian Eiking  | Norvège               | Wanty-Groupe Gobert         | 25 pts                |
| 8e                    | Antonio Nibali        | Italie                | Bahrain-Merida              | 23 pts                |
| 9e                    | Wout van Aert         | Belgique              | Verandas Willems-Crelan     | 23 pts                |
| 10e                   | Hermann Pernsteiner   | Autriche              | Bahrain-Merida              | 21 pts                |

| Classement par points | Classement par points | Classement par points | Classement par points       | Classement par points |
| Coureur               | Coureur               | Pays                  | Équipe                      | Points                |
| --------------------- | --------------------- | --------------------- | --------------------------- | --------------------- |
| 1er                   | Giovanni Visconti     | Italie                | Bahrain-Merida              | 68 pts                |
| 2e                    | Matej Mohorič         | Slovénie              | Bahrain-Merida              | 65 pts                |
| 3e                    | Alexey Lutsenko       | Kazakhstan            | Astana                      | 47 pts                |
| 4e                    | Ben Hermans           | Belgique              | Israel Cycling Academy      | 26 pts                |
| 5e                    | Dario Cataldo         | Italie                | Astana                      | 26 pts                |
| 6e                    | Nick van der Lijke    | Pays-Bas              | Roompot-Nederlandse Loterij | 25 pts                |
| 7e                    | Odd Christian Eiking  | Norvège               | Wanty-Groupe Gobert         | 25 pts                |
| 8e                    | Antonio Nibali        | Italie                | Bahrain-Merida              | 23 pts                |
| 9e                    | Wout van Aert         | Belgique              | Verandas Willems-Crelan     | 23 pts                |
| 10e                   | Hermann Pernsteiner   | Autriche              | Bahrain-Merida              | 21 pts                |

| Classement de la montagne | Classement de la montagne | Classement de la montagne | Classement de la montagne   | Classement de la montagne |
| Coureur                   | Coureur                   | Pays                      | Équipe                      | Points                    |
| ------------------------- | ------------------------- | ------------------------- | --------------------------- | ------------------------- |
| 1er                       | Aaron Gate                | Nouvelle-Zélande          | Aqua Blue Sport             | 81 pts                    |
| 2e                        | Davide Orrico             | Italie                    | Team Vorarlberg-Santic      | 53 pts                    |
| 3e                        | Alexey Lutsenko           | Kazakhstan                | Astana                      | 40 pts                    |
| 4e                        | Matej Mohorič             | Slovénie                  | Bahrain-Merida              | 30 pts                    |
| 5e                        | Marcel Neuhauser          | Autriche                  | Tirol Cycling Team          | 21 pts                    |
| 6e                        | Antonio Nibali            | Italie                    | Bahrain-Merida              | 18 pts                    |
| 7e                        | Pieter Weening            | Pays-Bas                  | Roompot-Nederlandse Loterij | 16 pts                    |
| 8e                        | Matthias Krizek           | Autriche                  | Felbermayr Simplon Wels     | 16 pts                    |
| 9e                        | Ben Hermans               | Belgique                  | Israel Cycling Academy      | 15 pts                    |
| 10e                       | Giovanni Visconti         | Italie                    | Bahrain-Merida              | 14 pts                    |

| Classement de la montagne | Classement de la montagne | Classement de la montagne | Classement de la montagne   | Classement de la montagne |
| Coureur                   | Coureur                   | Pays                      | Équipe                      | Points                    |
| ------------------------- | ------------------------- | ------------------------- | --------------------------- | ------------------------- |
| 1er                       | Aaron Gate                | Nouvelle-Zélande          | Aqua Blue Sport             | 81 pts                    |
| 2e                        | Davide Orrico             | Italie                    | Team Vorarlberg-Santic      | 53 pts                    |
| 3e                        | Alexey Lutsenko           | Kazakhstan                | Astana                      | 40 pts                    |
| 4e                        | Matej Mohorič             | Slovénie                  | Bahrain-Merida              | 30 pts                    |
| 5e                        | Marcel Neuhauser          | Autriche                  | Tirol Cycling Team          | 21 pts                    |
| 6e                        | Antonio Nibali            | Italie                    | Bahrain-Merida              | 18 pts                    |
| 7e                        | Pieter Weening            | Pays-Bas                  | Roompot-Nederlandse Loterij | 16 pts                    |
| 8e                        | Matthias Krizek           | Autriche                  | Felbermayr Simplon Wels     | 16 pts                    |
| 9e                        | Ben Hermans               | Belgique                  | Israel Cycling Academy      | 15 pts                    |
| 10e                       | Giovanni Visconti         | Italie                    | Bahrain-Merida              | 14 pts                    |

| Classement par équipes | Classement par équipes       | Classement par équipes | Classement par équipes |
| Équipe                 | Équipe                       | Pays                   | Temps                  |
| ---------------------- | ---------------------------- | ---------------------- | ---------------------- |
| 1re                    | Bahrain-Merida               | Bahreïn                | 87 h 34 min 14 s       |
| 2e                     | Vorarlberg-Santic            | Autriche               | + 10 min 47 s          |
| 3e                     | Gazprom-RusVelo              | Russie                 | + 12 min 05 s          |
| 4e                     | Astana                       | Kazakhstan             | + 17 min 15 s          |
| 5e                     | Delko-Marseille Provence-KTM | France                 | + 29 min 09 s          |
| 6e                     | CCC Sprandi Polkowice        | Pologne                | + 33 min 48 s          |
| 7e                     | Dimension Data               | Afrique du Sud         | + 35 min 25 s          |
| 8e                     | Israel Cycling Academy       | Israël                 | + 41 min 27 s          |
| 9e                     | Wanty-Groupe Gobert          | Belgique               | + 43 min 14 s          |
| 10e                    | Roompot-Nederlandse Loterij  | Pays-Bas               | + 51 min 16 s          |

| Classement par équipes | Classement par équipes       | Classement par équipes | Classement par équipes |
| Équipe                 | Équipe                       | Pays                   | Temps                  |
| ---------------------- | ---------------------------- | ---------------------- | ---------------------- |
| 1re                    | Bahrain-Merida               | Bahreïn                | 87 h 34 min 14 s       |
| 2e                     | Vorarlberg-Santic            | Autriche               | + 10 min 47 s          |
| 3e                     | Gazprom-RusVelo              | Russie                 | + 12 min 05 s          |
| 4e                     | Astana                       | Kazakhstan             | + 17 min 15 s          |
| 5e                     | Delko-Marseille Provence-KTM | France                 | + 29 min 09 s          |
| 6e                     | CCC Sprandi Polkowice        | Pologne                | + 33 min 48 s          |
| 7e                     | Dimension Data               | Afrique du Sud         | + 35 min 25 s          |
| 8e                     | Israel Cycling Academy       | Israël                 | + 41 min 27 s          |
| 9e                     | Wanty-Groupe Gobert          | Belgique               | + 43 min 14 s          |
| 10e                    | Roompot-Nederlandse Loterij  | Pays-Bas               | + 51 min 16 s          |

### UCI Europe Tour
Ce Tour d'Autriche attribue des points pour l'UCI Europe Tour 2018, par équipes seulement aux coureurs des équipes continentales professionnelles et continentales, individuellement à tous les coureurs sauf ceux faisant partie d'une équipe ayant un label WorldTeam.
| Position,          | 1er | 2e | 3e | 4e | 5e | 6e | 7e | 8e | 9e | 10e | 11e | 12e | 13e à 15e | 16e à 25e |
| Classement général | 125 | 85 | 70 | 60 | 50 | 40 | 35 | 30 | 25 | 20  | 15  | 10  | 5         | 3         |
| Par étape          | 14  | 5  | 3  |    |    |    |    |    |    |     |     |     |           |           |
| Leader, par étape  | 3   |    |    |    |    |    |    |    |    |     |     |     |           |           |

## Évolution des classements
| Étape              | Vainqueur          | Classement général | Classement par points | Classement de la montagne | Classement du meilleur Autrichien | Classement par équipes |
| ------------------ | ------------------ | ------------------ | --------------------- | ------------------------- | --------------------------------- | ---------------------- |
| 1                  | Matej Mohorič      | Matej Mohorič      | Matej Mohorič         | Aaron Gate                | Stephan Rabitsch                  | Israel Cycling Academy |
| 2                  | Giovanni Visconti  | Giovanni Visconti  | Giovanni Visconti     | Aaron Gate                | Stephan Rabitsch                  | Aqua Blue Sport        |
| 3                  | Ben Hermans        | Ben Hermans        | Giovanni Visconti     | Aaron Gate                | Hermann Pernsteiner               | Bahrain-Merida         |
| 4                  | Giovanni Visconti  | Ben Hermans        | Giovanni Visconti     | Aaron Gate                | Hermann Pernsteiner               | Bahrain-Merida         |
| 5                  | Pieter Weening     | Ben Hermans        | Giovanni Visconti     | Aaron Gate                | Hermann Pernsteiner               | Bahrain-Merida         |
| 6                  | Alexey Lutsenko    | Ben Hermans        | Giovanni Visconti     | Aaron Gate                | Hermann Pernsteiner               | Bahrain-Merida         |
| 7                  | Antonio Nibali     | Ben Hermans        | Matej Mohorič         | Aaron Gate                | Hermann Pernsteiner               | Bahrain-Merida         |
| 8                  | Giovanni Visconti  | Ben Hermans        | Giovanni Visconti     | Aaron Gate                | Hermann Pernsteiner               | Bahrain-Merida         |
| Classements finals | Classements finals | Ben Hermans        | Giovanni Visconti     | Aaron Gate                | Hermann Pernsteiner               | Bahrain-Merida         |